# Associação Atlética Anapolina
L'Associação Atlética Anapolina, noto anche semplicemente come Anapolina, è una società calcistica brasiliana con sede nella città di Anápolis, nello stato del Goiás.

## Storia
La squadra fu fondata il 1º gennaio 1948 dopo il fallimento per problemi finanziari dell'Anápolis Sport Club. La squadra decise di adottare gli stessi colori della prima società calcistica della città, il Bahia Futebol Clube, ma alcune fonti suggeriscono che i colori della squadra sono un omaggio all'America-RJ. Nello stesso anno, ha giocato la sua prima partita, un'amichevole con il Ferroviário di Araguari, vincendo 3-2. Nel 1970 a causa di una grave crisi finanziaria, i tre sodalizi della città: l'Anapolina, l'Anápolis e l'Ipiranga, si fusero dando vita al Grêmio Esportivo Anapolino. Nel 1972 terminò la fusione e le tre squadre tornarono ad essere indipendenti. Nel 1978, l'Anapolina ha partecipato al Campeonato Brasileiro Série A per la prima volta. Il club ha terminato al 65º posto. Nel 1982, il club ha partecipato di nuovo al Campeonato Brasileiro Série A, terminando all'11º posto. È stata la miglior prestazione del club in questa competizione. Nel 1984, l'Anapolina ha partecipato per l'ultima volta al Campeonato Brasileiro Série A. Il club ha terminato al 35º posto.

## Palmarès

### Competizioni statali
- Campeonato Goiano Segunda Divisão: 1

2013

### Altri piazzamenti
- Campeonato Brasileiro Série B:

Secondo posto: 1981
- Campeonato Brasileiro Série C:

Terzo posto: 1998
- Campionato Goiano:

Secondo posto: 1981, 1983